# Lithacodia mesomela
Lithacodia mesomela är en fjärilsart som beskrevs av George Francis Hampson 1914. Lithacodia mesomela ingår i släktet Lithacodia och familjen nattflyn. Inga underarter finns listade i Catalogue of Life.